# Nieuwe Merwede
La Nieuwe Merwede (tradotto in italiano: Nuova Merwede) è un canale artificiale dei Paesi Bassi nel bacino del delta del Reno, della Mosa e della Schelda. Il canale, alimentato principalmente dal fiume Reno, è lungo 18,2 chilometri ed è largo tra i 325 e i 695 metri.
Nasce dalla Boven Merwede che, presso Werkendam, si divide nella Beneden Merwede verso nord e la Nieuwe Merwede verso sud. La Nieuwe Merwede, al termine del percorso, si getta nell'Hollandsch Diep, separando l'isola di Dordrecht dal parco nazionale De Biesbosch.
Il canale fu costruito nel 1870 unendo ed escavando gli alvei di torrenti più piccoli, allo scopo di limitare il rischio di inondazioni causate dalla Beneden Merwede e facilitare il traffico fluviale in rapida crescita in quel periodo.